# Beatriu Alfonso Nogué
Beatriu Alfonso Nogué (Santa Coloma de Gramenet, 7 de maig de 1968 - 30 de desembre de 2019) fou una Mestra FIDE Femení i àrbitre d'escacs catalana, referent en l'àmbit dels escacs femenins a Catalunya. Fou membre del Club d'Escacs La Colmena, posteriorment Club d'Escacs Gramenet. A la llista d'Elo de la FIDE del desembre de 2019, hi tenia un Elo de 2048 punts, cosa que en feia la jugadora número 32 (femenina) de l'estat espanyol.
El 1990 fou campiona femenina d'Espanya a Benasc, Osca. Va ser en tres ocasions campiona de Catalunya, en els anys 1990, 1996 i 2012, i també fou sot-campiona en tres ocasions, en els anys 1986, 1989 i 1995. Va participar, representant Espanya, en les Olimpíades d'escacs en una ocasió, l'any 1990 a Novi Sad, amb un resultat de (+2 =1 –5), per un 31,2% de la puntuació.